# Dietrich von Deidesheim
Dietrich von Deidesheim (* um 1305 in Deidesheim; † um 1360) war ein deutscher Kleriker. Er war Kanzlist des Erzbistums und Kurfürstentums Trier, zuletzt wahrscheinlich in der Funktion als Kanzler.

## Leben
Dietrich von Deidesheim war wohl der Sohn eines adligen bischöflichen Beamten, der in der Burg in Deidesheim wohnte. Er war wahrscheinlich ein Verwandter von Richard von Deidesheim (um 1200–1278), einem Dekan des Ritterstifts Wimpfen. In Dietrichs jungen Jahren war Balduin von Luxemburg (um 1285–1354) Administrator des Hochstifts Speyer, zu dem Deidesheim gehörte. Als solcher musste Balduin von Luxemburg die weltliche Verwaltung neu organisieren, die unter dem Bischof Walram von Veldenz sehr vernachlässigt worden war; möglicherweise war Dietrich von Deidesheim ein Vertrauensmann Balduins von Luxemburg in der Deidesheimer Burg und gelangte dann in die kurtrierische Verwaltung.
Nachdem er Theologie und Jura studiert hatte, findet sich der erste schriftliche Nachweis von Dietrich von Deidesheim im Jahr 1336: ein Brief von ihm ist erhalten geblieben, den er am 23. September dieses Jahres aus einem Feldlager bei Erfurt nach Avignon an den Archidiakon Boemund von Saarbrücken und an Rudolf Losse schrieb; beide waren Angehörige der kurfürstlichen Kanzlei. Er sprach die beiden als seine Herren an und unterzeichnete den Brief mit der „arme Dyderich“; er hatte also zu diesem Zeitpunkt noch keine Pfründe. Dies lässt den Schluss zu, dass er damals wohl höchstens 30 Jahre alt gewesen ist. In dem Brief beschreibt er zum einen die Auseinandersetzungen mit der Stadt Erfurt, die alte kurmainzische Rechte streitig machen wollte, und die Balduin von Luxemburg durchzusetzen versuchte; zum anderen erzählt er über das Geschehen im Feldlager. Dietrich von Deidesheim scheint ein Mann mit Humor gewesen zu sein: Er schrieb, wie er „zwei nackte Kerle“ entdeckte, die sich mit einer hübschen Frau vergnügten und dass er darauf einen gefüllten Kuhmagen herbeischaffen ließ, dessen Inhalt er über die drei bei ihrem Stelldichein ergoss, was Dietrich zufolge den Mainzer Domdekan und Johannes von Bassenheim sehr amüsiert haben soll. Schließlich erwähnte der aus einer Weingegend stammende Dietrich noch, dass im gegenwärtigen Jahr geradezu himmlische Weine gewachsen seien.
Die nächste schriftliche Erwähnung Dietrichs findet sich in einem päpstlichen Dekret vom 3. Dezember 1342. Mit diesem verlieh ihm Papst Clemens VI. die Anwartschaft auf eine Pfründe an der Kirche St. Florin in Koblenz, mit der keine Residenzpflicht verbunden war. Vermutlich halfen Dietrich dabei die Fürsprache seines Erzbischofs Balduin von Luxemburg bzw. diejenige von Rudolf Losse, der Balduin von Luxemburg häufig in Avignon vertrat. Der Papst hob in diesem Dekret die Rechtschaffenheit Dietrichs von Deidesheim hervor. Nachdem Dietrich von Deidesheim Kanoniker geworden war, stieg er aller Wahrscheinlichkeit nach bis zum Kanzler und Leiter der kurtrierischen Verwaltungsbehörde auf; wie der Historiker Edmund Ernst Stengel darlegte, wurde sein Name mehrfach als Verantwortlicher in Urkunden genannt, der Anweisungen seines Erzbischofs an die Notare erteilte, sowie bedeutende finanzielle Transaktionen leistete – Aufgaben also, die von Inhabern des Kanzleramtes wahrgenommen wurden.
Letztmals schriftlich erwähnt wurde Dietrich von Deidesheim 1352 im Testament des Johannes Jaketonis, der Dekan des Simeonstifts in Trier war und Dietrich von Deidesheim mit Legaten bedachte. Nicht bekannt ist, wann und wo Dietrich von Deidesheim gestorben ist; auch wo er zu Grabe gelegt wurde, ist nicht bekannt.

## Name
Zeitgenössische Benennungen Dietrichs von Deidesheim in Urkunden sind „Theodericus de Didinesheim“, „Theodericus de Didesheim“ und „Dedericus de Didenshey(m)“. Er selbst nennt sich einmal am Ende eines Briefes „Dyderich“.